# الاعدان (حبيش)

تعديل مصدري - تعديل

الاعدان محلة تابعة لقرية المانمة، التابعة لعزلة بني شبيب بمديرية حبيش إحدى مديريات محافظة إب في الجمهورية اليمنية، بلغ تعداد سكانها 131 حسب تعداد اليمن لعام 2004.